# Olaszország autópályái
Ez a lap Olaszország autópályáit tartalmazza. A közutak hossza Olaszországban 654 676 km. Ebből autópálya 6 943 km - mellyel az útvonalak hosszúságát tekintve a harmadik helyet foglalja el Európában közvetlenül Németország és Franciaország után. 2017. december 31-én az olasz autópálya-hálózat 1870,2 km-je autópályánként három sáv volt, 129 km-en volt négy sáv, 1,8 km-en öt sáv, míg 39,7 km építés alatt volt.

## Története
Az autópálya kifejezést először egy 1922-es hivatalos dokumentumban használták, amelyben Piero Puricelli mérnök ismertette az  autópályájának a tervét - ezzel a kifejezéssel jelölte azokat az utakat, amelyeket egyenes útvonal (amennyire lehetséges) akadályok nélkül. 1924. szeptember 21-én avatták fel az első szakaszt Milánó és Varese között. Ez volt az első autópálya Olaszországban. Az új út mindkét irányban egy-egy sáv volt, ami bőven elegendő volt néhány tucat autónak. Az 1930-as években a hálózat jelentős fejlődésen ment keresztül: 1932-ben megnyílt a Torino-Milánó szakasz. 1933-ban átadták a Firenze autópályát amely Padova és Velence között volt. 1935-ben elkészült a Genova-Serravalle-Scrivia-i autópálya is. Az 1960-as években bevezették az első fizető automatákat, amelyek csak érmékkel működtek.

## Autópályák (Autostrade)

### Autópályák
| Jel | Név                            | Útja                                                  | Státusz                                                                       |
| --- | ------------------------------ | ----------------------------------------------------- | ----------------------------------------------------------------------------- |
|     | Autostrada del Sole            | Milánó – Róma – Nápoly                                | elkészült                                                                     |
|     | Autostrada del Sole            | (régi neve Roma – Nápoly)                             | elkészült, ma az A1 pálya részét képezi                                       |
|     | Autostrada del Sole            | Nápoly – Reggio Calabria                              | elkészült                                                                     |
|     | Serenissima                    | Torinó – Velence – Trieszt                            | elkészült                                                                     |
|     | Autostrada della Valle d'Aosta | Torinó – Ivrea – Aosta – Mont Blanc                   | elkészült                                                                     |
|     | La Verdemare                   | Torinó – Savona                                       | elkészült                                                                     |
|     | Autostrada dei Fiori           | Milánó – Genova                                       | elkészült                                                                     |
|     | Autostrada dei Laghi           | Milánó – Varese                                       | elkészült                                                                     |
|     | Autostrada dei Laghi           | Lainate – Chiasso – Svájc                             | elkészült                                                                     |
|     | Autostrada dei Fiori           | Genova – Ventimiglia                                  | elkészült                                                                     |
|     | Firenze-Mare                   | Firenze – Pisa-észak                                  | elkészült                                                                     |
|     | Autostrada Azzura              | Genova – Rosignano – Civitavecchia – Róma             | elkészült, de Rosignano és Civitavecchia között még csak tervezik az építését |
|     | A13                            | Padova – Bologna                                      | elkészült                                                                     |
|     | Autostrada Adriatica           | Bologna – Taranto                                     | elkészült                                                                     |
|     | Autocamionale della Cisa       | Parma – La Spezia                                     | elkészült                                                                     |
|     | Autostrada dei Due Mari        | Nápoly – Canosa                                       | elkészült                                                                     |
|     | A17                            | A régi Nápoly – Bari útvonal mára már végig autópálya | elkészült                                                                     |
|     | A18                            | Messina – Catania                                     | elkészült                                                                     |
|     | A19                            | Palermo – Catania                                     | elkészült                                                                     |
|     | A20                            | Messina – Palermo                                     | elkészült                                                                     |
|     | Autostrada dei Vini            | Torinó – Piacenza – Brescia                           | elkészült                                                                     |
|     | Autostrada del Brennero        | Modena – Verona – Ausztria                            | elkészült                                                                     |
|     | Autostrada Alpe-Adria          | Palmanova – Tarvisio – Ausztria                       | elkészült                                                                     |
|     | Autostrada dei Parchi          | Róma – L’Aquila – Teramo                              | elkészült                                                                     |
|     | Autostrada dei Parchi          | Torano – Pescara                                      | elkészült                                                                     |
|     | Autostrada dei Trafori         | Voltri – Gravellona Toce                              | elkészült                                                                     |
|     | Autostrada di Alemagna         | Venedig – Treviso - Belluno                           | elkészült                                                                     |
|     | A28                            | Conegliano – Portogruaro                              | elkészült                                                                     |
|     | A29                            | Palermo – Mazara del Vallo                            | elkészült                                                                     |
|     | A30                            | Caserta – Salerno                                     | elkészült                                                                     |
|     | Autostrada della Val d’Astico  | Vicenza – Piovene – Rocchette                         | elkészült, de még szakaszok épülnek                                           |
|     | Autostrada del Frejus          | Torinó – Bardonecchia                                 | elkészült                                                                     |
|     | Autstrada delle Langhe         | Asti – Cuneo                                          | részben elkészült                                                             |
|     | A91                            | Róma – Fiumicino                                      | elkészült                                                                     |
|     | NSA339                         | Catania – Siracusa                                    | elkészült                                                                     |
|     | Passante di Mestre             | Városon belül                                         | elkészült                                                                     |
|     | Variante di Valico             | A második autópálya az A1-es után                     | épül                                                                          |

### Körgyűrűk (Tangenziali)
| Jel | Név                             | Útja                    | Státusz   |
| --- | ------------------------------- | ----------------------- | --------- |
|     | Tangenziale Ovest di Milano     | Milánó nyugati-körgyűrű | elkészült |
|     | Tangenziale Est di Milano       | Milánó keleti-körgyűrű  | elkészült |
|     | Tangenziale Nord di Milano      | Milánó északi-körgyűrű  | elkészült |
|     | A53                             | Pavia-körgyűrű          | elkészült |
|     | A54                             | Pavia-körgyűrű          | elkészült |
|     | Tangenziale di Torino           | Torinó-körgyűrű         | elkészült |
|     | A56                             | Nápoly-körgyűrű         | elkészült |
|     | Grande Raccordo Anulare di Roma | Róma-körgyűrű           | elkészült |
|     | Tangenziale di Catania          | Catania-körgyűrű        | elkészült |

### Alagutak (Trafori)
| Jel | Név       | Útja                                   | Státusz   |
| --- | --------- | -------------------------------------- | --------- |
|     | Traforo 1 | Mont Blanc-alagút                      | elkészült |
|     | Traforo 2 | Szent Bernát-alagút                    | elkészült |
|     | Traforo 3 | A genovai SP225 vidéki utat osztja fel | épül      |
|     | Traforo 4 | Mont-Cenis alagút                      | elkészült |

## Díjfizetés
2020-ban Olaszországban is fizetni kell az autópálya használatáért.A megtett távolság után kell arányosan fizetni,nincs matricás rendszer.A kilométerdíjat az autópálya-koncessziós társaság határozza meg.Figyelembe veszik az útvonal jellegzetességeit (a sík talajon általában kevesebb költség, a hegyvidéki területeken pedig többet kell fizetni, mivel az infrastruktúrák, például viaduktok és alagutak karbantartása nagyobb súlyú).Ezen felül az autópályadíj figyelembe veszi az autópálya szabad szakaszát az üzemeltető által épített és kezelt autópályadíj előtt és után.
Kategóriák:

## Galéria

Olasz autópályák
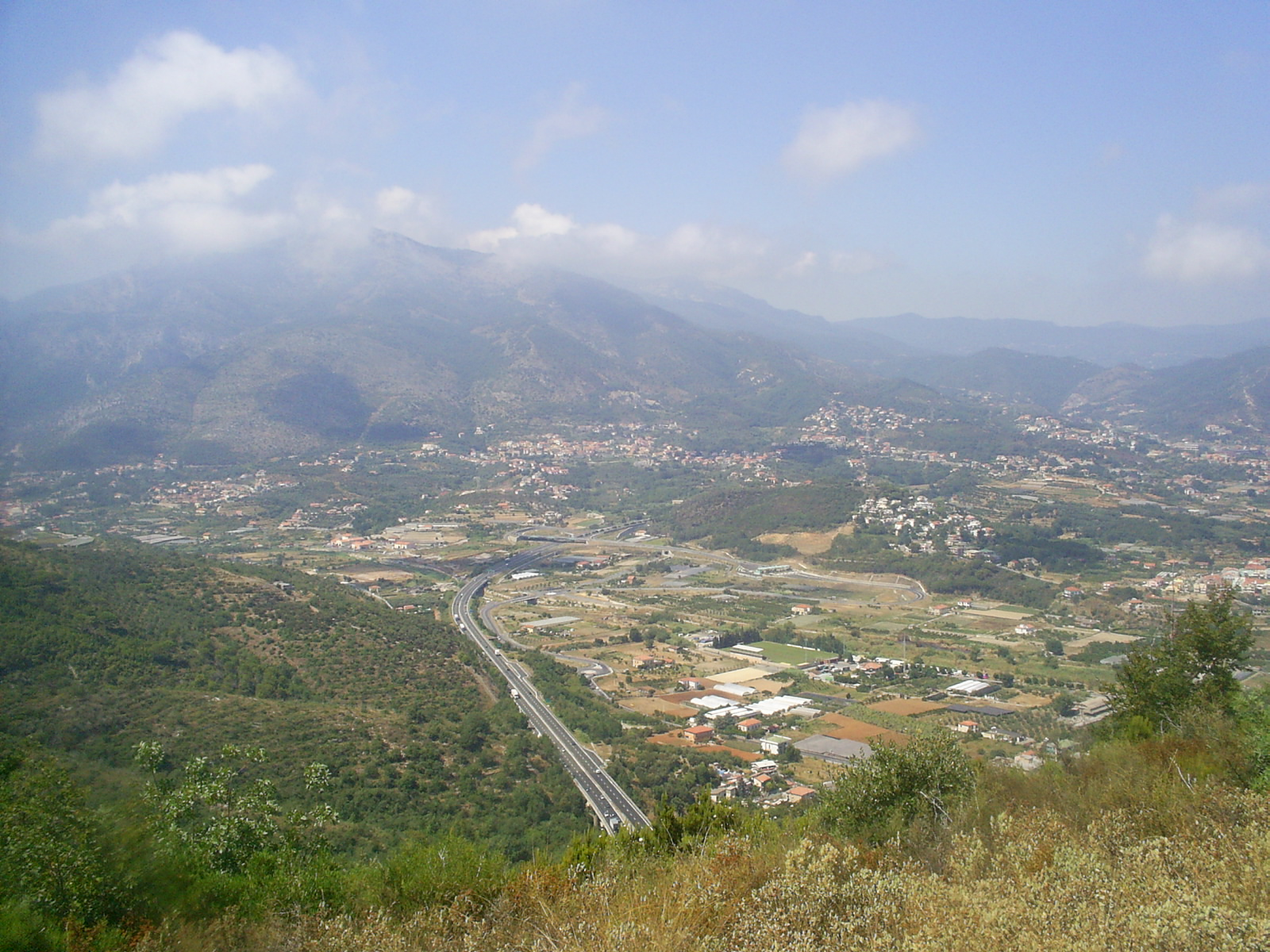
A10
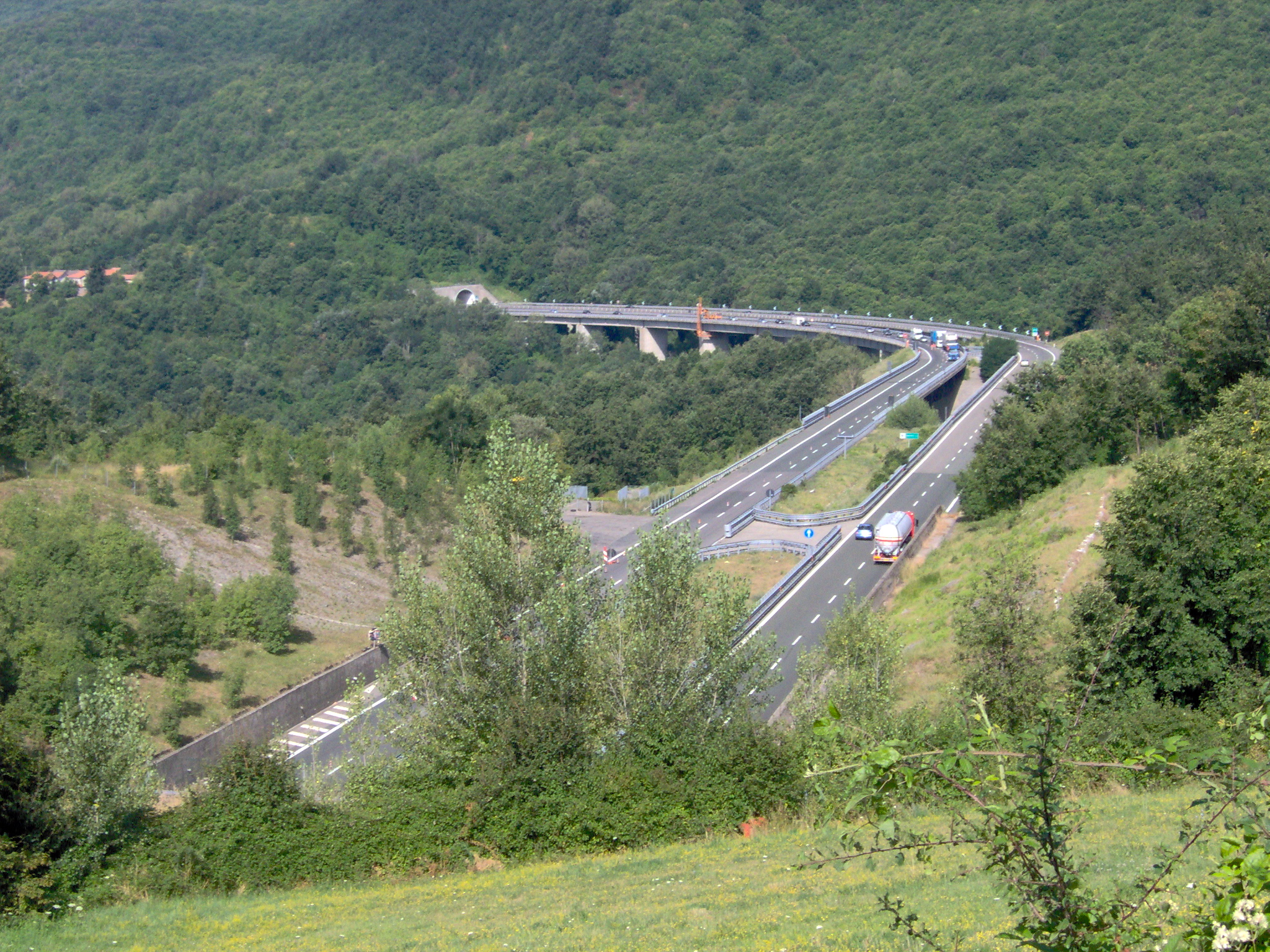
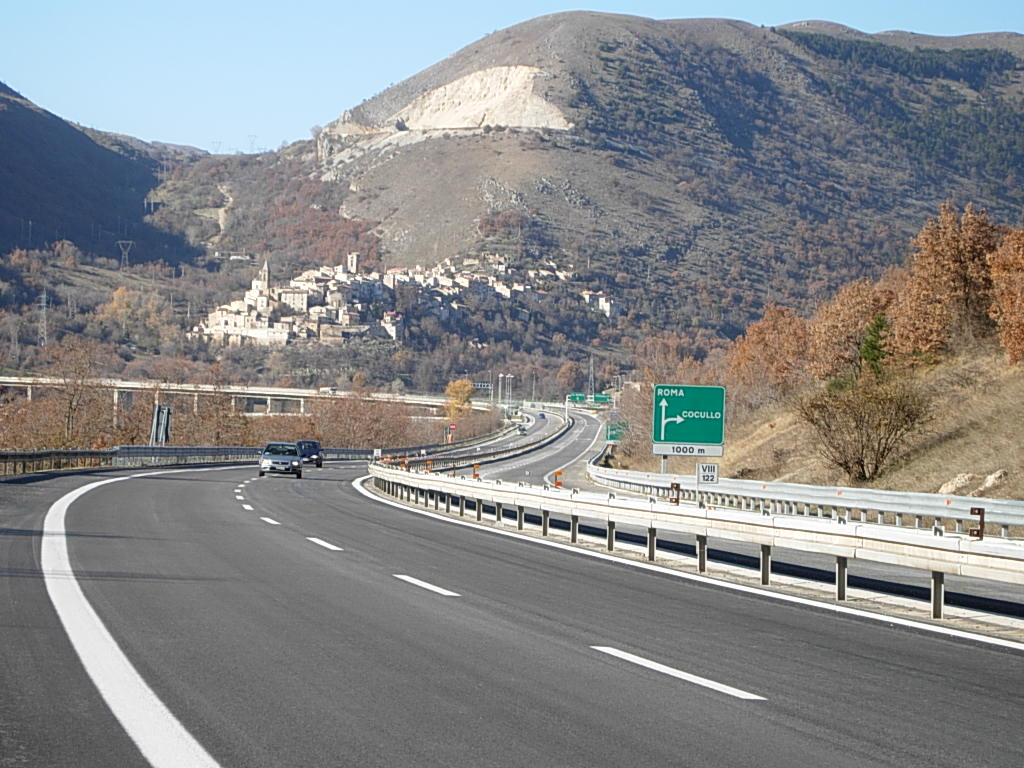
Autostrada dei Parchi, A25
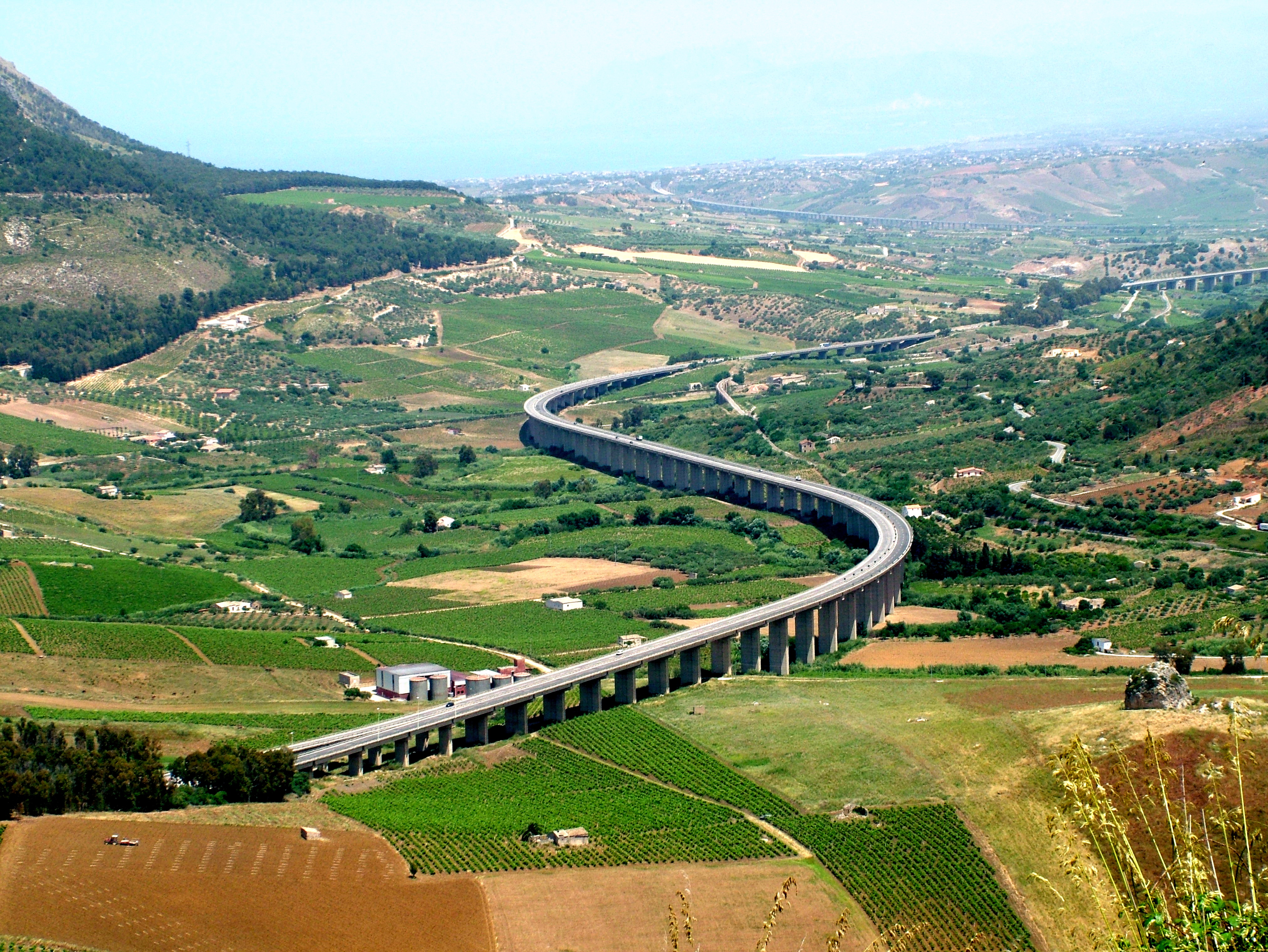
Autostrada, A29